# Pontarion
 Pontarion  es una localidad y comuna  de Francia, en la región de Lemosín, departamento de Creuse, en el distrito de Guéret. Es la cebacera del cantón homónimo, aunque Sardent es la mayor población del mismo.
Su población en el censo de 1999 era de 379 habitantes.
Está integrada en la Communauté de communes du Pays Creuse Thaurion Gartempe.

## Demografía
| 418 | 419 | 388 | 374 | 350 | 379 |
| Para los censos de 1962 a 1999 la población legal corresponde a la población sin duplicidades (Fuente: INSEE [Consultar]) |     |     |     |     |     |